# Serverfarm

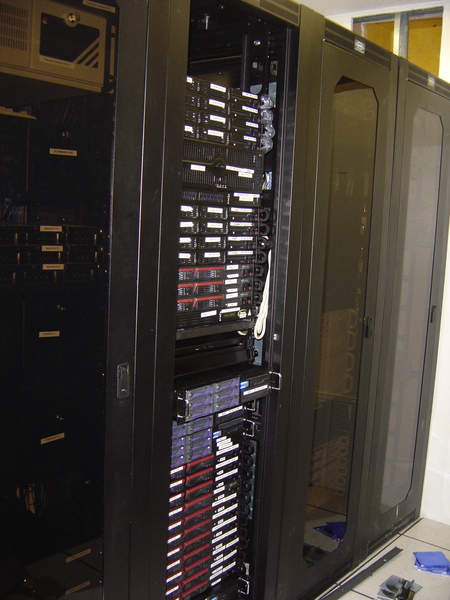
Serverfarm

Prinzipielle Darstellung einer Serverfarm

Eine Serverfarm ist eine Gruppe von gleichartigen, vernetzten Server-Hosts (Computer), die zu einem logischen System verbunden sind (auch: Datacenter). Sie optimiert die internen Prozesse durch Verteilung der Auslastung zwischen den einzelnen Servern mit Hilfe einer entsprechenden Software und beschleunigt die Computerprozesse durch Ausnutzung der Rechenleistung mehrerer Server.
Der Vorteil von Serverfarmen liegt in der zentralen Verwaltung und der horizontalen Skalierbarkeit, die eine schnelle und einfache Anpassung an Wachstum und geänderte Kundenanforderungen durch Hinzufügen weiterer Hosts ermöglichen. Durch redundante Auslegung der Infrastruktur, wie z. B. doppelte Verkabelung, redundante Energieversorgung und Netzanbindung wird eine hohe Ausfallsicherheit erreicht.
Serverfarmen verbessern die Nutzung der IT-Betriebsmittel (engl. „resources“) und erhöhen die Verfügbarkeit, Leistung und Sicherheit von Anwendungen. Die parallelen Serverstrukturen mit Appliance-Servern bieten einen extrem hohen Datendurchsatz und ermöglichen den gleichzeitigen Zugriff vieler Nutzer.
Google betreibt Schätzungen zufolge etwa 1 Million der weltweit rund 33 Millionen Computerserver. Die Räume für die benötigten Kühlanlagen (Wasserkühlung, Klimatisierung, Luftgebläse) sind mittlerweile größer als die entsprechenden Computerräume. Zusätzlich werden zur Sicherheit viele Server parallel betrieben (Redundanz), was zu einer durchschnittlichen Auslastung von bisher lediglich etwa 20 % führt. Zur Verbesserung der Energieeffizienz werden Steuerungen und Bauteile optimiert. Außerdem werden Serverfarmen mittlerweile auch in klimatisch günstigeren, da kühleren, Regionen errichtet, um den Aufwand für die Kühlung zu verringern: Im Juni 2013 eröffnete Facebook seine erste europäische Serverfarm im schwedischen Luleå. (Siehe auch: Green IT)